# Federación de Fútbol de Arabia Saudita
La Federación de fútbol de Arabia Saudita (en árabe الاتحاد السعودي لكرة القدم) es la organización que rige el fútbol en Arabia Saudita. Fue fundada en 1956 y está afiliada a la FIFA desde 1959. Es miembro de la Confederación Asiática de Fútbol (AFC) y está a cargo de la selección masculina y la selección femenina, de todas sus categorías inferiores, del campeonato de Primera División, de la Copa del Rey de Campeones y la Supercopa de Arabia Saudita.

## Presidentes
La siguiente lista es de los presidentes de la Federación de Fútbol de Arabia Saudí (SAFF) desde su creación.
- 1956-1971: Khalid Al-Faisal
- 1971-1999: Faisal bin Fahd Al Saud
- 1999-2011: Sultan bin Fahd Al Saud
- 2011-2014: Nawaf bin Faisal Al Saud
- 2014-2016: Ahmad Eid Al Harbi
- 2016-2018: Adel Ezzat
- 2018-2019: Kosay Abdulaziz Alfawaz
- 2019-presente: Yasser Al Misehal

### Personal de la asociación
| Nombre            | Posición                          | Fuente      |
| ----------------- | --------------------------------- | ----------- |
| Yasser Al Misehal | Presidente                        | [ 3 ] [ 4 ] |
| Lamia Bin Bahian  | Vicepresidente                    | [ 3 ] [ 4 ] |
| Ibrahim Al Kassim | Secretario General                | [ 3 ] [ 4 ] |
| Nasser Larguet    | Director Técnico Masculino        | [ 3 ] [ 4 ] |
| Hervé Renard      | Entrenador del equipo (masculino) | [ 3 ] [ 4 ] |
| Monika Staab      | Director Técnico Femenino         | [ 3 ] [ 4 ] |
| Manuel Navarro    | Director del Comité de Arbitraje  | [ 3 ] [ 4 ] |
| Lluís Cortés      | Entrenador del equipo (femenino)  | [ 3 ] [ 4 ] |

## Competiciones nacionales de clubes
Fútbol
| Torneo                   | Última edición           | Vigente campeón          |
| Competiciones masculinas | Competiciones masculinas | Competiciones masculinas |
| ------------------------ | ------------------------ | ------------------------ |
| Primera División         | 48.ª edición (2023-24)   | Al-Hilal F. C.           |
| Segunda División         | 48.ª edición (2023-24)   | Al-Qadisiyah             |
| Supercopa                | 10.ª edición (2023-24)   | Al-Hilal F. C.           |
| Copa del Rey             | 49.ª edición (2023-24)   | Al-Hilal F. C.           |
| Competiciones femeninas  |                          |                          |
| Primera División         | 2.ª edición (2023-24)    | Al-Nassr                 |
| Segunda División         | 2.ª edición (2023-24)    | Al-Riyadh                |
| SAFF Women's Cup         | 1.ª edición (2023-24)    | Al-Ahli                  |

## Plataforma SAFF+
- SAFF+ es una plataforma digital diseñada para mejorar el rendimiento futbolístico y la identificación de talentos en Arabia Saudí. Lanzada el 27 de febrero de 2024 como parte de la estrategia a largo plazo de la Federación de Fútbol de Arabia Saudí (SAFF), se centra en transformar el panorama futbolístico del país. La plataforma ayuda a entrenadores y ojeadores proporcionándoles datos fiables para evaluar el rendimiento de los jugadores y descubrir talentos prometedores. Desempeña un papel clave en el pilar tecnológico de la SAFF, aprovechando soluciones innovadoras para el análisis del rendimiento, la identificación de talentos y el desarrollo de jugadores. SAFF+ también ofrece cobertura de retransmisión para cualquier liga del país que no cuente con un socio televisivo. Además, sirve como centro digital para los aficionados, ofreciendo actualizaciones sobre las actividades de la SAFF, eventos y contenido exclusivo entre bastidores. Con esta iniciativa, Arabia Saudí aspira a alcanzar un estatus de élite en el fútbol mundial.[5]
- Página web: www.saffplus.sa/en